# Grand Prix automobile d'Afrique du Sud 1982
Résultats du Grand Prix d'Afrique du Sud de Formule 1 1982 qui s'est tenu sur le circuit du Kyalami près de Johannesburg le 23 janvier 1982.

## Classement
| Pos. | No | Pilote             | Écurie          | Tours | Temps/Abandon                      | Grille | Points |
| ---- | -- | ------------------ | --------------- | ----- | ---------------------------------- | ------ | ------ |
| 1    | 15 | Alain Prost        | Renault         | 77    | 1 h 32 min 08 s 401 (205,779 km/h) | 5      | 9      |
| 2    | 5  | Carlos Reutemann   | Williams-Ford   | 77    | + 14 s 946                         | 8      | 6      |
| 3    | 16 | René Arnoux        | Renault         | 77    | + 25 s 900                         | 1      | 4      |
| 4    | 8  | Niki Lauda         | McLaren-Ford    | 77    | + 32 s 113                         | 13     | 3      |
| 5    | 6  | Keke Rosberg       | Williams-Ford   | 77    | + 46 s 139                         | 7      | 2      |
| 6    | 7  | John Watson        | McLaren-Ford    | 77    | + 50 s 993                         | 9      | 1      |
| 7    | 3  | Michele Alboreto   | Tyrrell-Ford    | 76    | + 1 tour                           | 10     |        |
| 8    | 11 | Elio De Angelis    | Lotus-Ford      | 76    | + 1 tour                           | 15     |        |
| 9    | 10 | Eliseo Salazar     | ATS-Ford        | 75    | + 2 tours                          | 12     |        |
| 10   | 9  | Manfred Winkelhock | ATS-Ford        | 75    | + 2 tours                          | 20     |        |
| 11   | 23 | Bruno Giacomelli   | Alfa Romeo      | 74    | + 3 tours                          | 19     |        |
| 12   | 17 | Jochen Mass        | March-Ford      | 74    | + 3 tours                          | 22     |        |
| 13   | 22 | Andrea De Cesaris  | Alfa Romeo      | 73    | + 4 tours                          | 16     |        |
| 14   | 33 | Derek Daly         | Theodore-Ford   | 73    | + 4 tours                          | 24     |        |
| 15   | 18 | Raul Boesel        | March-Ford      | 72    | + 5 tours                          | 21     |        |
| 16   | 4  | Slim Borgudd       | Tyrrell-Ford    | 72    | + 5 tours                          | 23     |        |
| 17   | 20 | Chico Serra        | Fittipaldi-Ford | 72    | + 5 tours                          | 25     |        |
| 18   | 28 | Didier Pironi      | Ferrari         | 71    | + 6 tours                          | 6      |        |
| Abd. | 26 | Jacques Laffite    | Ligier-Matra    | 54    | Pompe à essence                    | 11     |        |
| Abd. | 35 | Derek Warwick      | Toleman-Hart    | 43    | Accident                           | 14     |        |
| Abd. | 2  | Riccardo Patrese   | Brabham-BMW     | 18    | Turbo                              | 4      |        |
| Abd. | 25 | Eddie Cheever      | Ligier-Matra    | 11    | Pompe à essence                    | 17     |        |
| Abd. | 27 | Gilles Villeneuve  | Ferrari         | 6     | Turbo                              | 3      |        |
| Abd. | 1  | Nelson Piquet      | Brabham-BMW     | 3     | Accident                           | 2      |        |
| Abd. | 12 | Nigel Mansell      | Lotus-Ford      | 0     | Panne électrique                   | 18     |        |
| Abd. | 31 | Jean-Pierre Jarier | Osella-Ford     | 0     | Accident                           | 26     |        |
| Nq.  | 30 | Mauro Baldi        | Arrows-Ford     |       | Non qualifié                       |        |        |
| Nq.  | 32 | Riccardo Paletti   | Osella-Ford     |       | Non qualifié                       |        |        |
| Nq.  | 29 | Brian Henton       | Arrows-Ford     |       | Non qualifié                       |        |        |
| Nq.  | 14 | Roberto Guerrero   | Ensign-Ford     |       | Non qualifié                       |        |        |
| Nq.  | 36 | Teo Fabi           | Toleman-Hart    |       | Non qualifié                       |        |        |

## Pole position et record du tour
- Pole position : René Arnoux en 1 min 06 s 351 (vitesse moyenne : 222,670 km/h).
- Meilleur tour en course : Alain Prost en 1 min 08 s 278 au 49e tour (vitesse moyenne : 216,386 km/h).

## Tours en tête
- René Arnoux : 40 (1-13 / 41-67)
- Alain Prost : 37 (14-40 / 68-77)

## À noter
- 4e victoire pour Alain Prost.
- 8e victoire pour Renault en tant que constructeur.
- 8e victoire pour Renault en tant que motoriste.
- Ce Grand Prix fut émaillé par l'Affaire Pilotes F1/FISA 1982, les pilotes faisant notamment grève, déportant la séance des essais libres de 24h.
- Dernière course de Formule 1 à se tenir au mois de janvier.
- Retour de Niki Lauda après deux ans d'absence en championnat du monde de Formule 1.